# Waguinho (cantor)
Wagner Dias Bastos, mais conhecido como Waguinho (Rio de Janeiro, 21 de abril de 1965), é um cantor, pastor e compositor brasileiro de música gospel, nos gêneros samba e pagode. Fez parte do grupo Os Morenos de 1994 a 1999.

## Biografia
Filho de uma faxineira e um gari, Waguinho sempre esteve envolvido com música; o cantor é neto de Dona Concha, co-fundadora do bloco Cacique de Ramos. Iniciou sua carreira no grupo de pagode Os Morenos, que fez bastante sucesso na década de 1990. O cantor também fez parte da ala de compositores da escola de samba Acadêmicos do Salgueiro.
Em 2000, Waguinho saiu do grupo e lançou o CD solo "É melhor cê voltar pra mim" pela Universal Records. No mesmo ano, posou nu para a revista Íntima e Pessoal.
Em 2001, lançou "Receita de Felicidade" pela Indie Records, que possuía canções no estilo "pagode romântico" que o cantor já apresentava no grupo Os Morenos e incursões em outros estilos com o samba, o samba-rock e o partido alto.
Casou-se com Fabíola Bastos, hoje missionária. Em 2003, o cantor se converteu à Assembleia de Deus dos Últimos Dias, presidida pelo Pastor Marcos Pereira da Silva. No mesmo ano, ele abre um centro de recuperação de dependentes químicos, torna-se evangelista e cantor gospel.
Em 2005, o cantor lançou seu primeiro álbum gospel "O Chamado", pelo qual ganhou um disco de ouro.
Em 2010, recebeu a Medalha Tiradentes, da Assembleia Legislativa do Estado do Rio de Janeiro.
Em 2010, se candidatou a vaga de senador pelo Estado do Rio de Janeiro pelo PT do B, tendo conquistado 1 296 946 votos; em 2012, filiou-se ao PCdoB e foi candidato a Prefeitura de Nova Iguaçu, obtendo o terceiro lugar, com 15,23% dos votos.
Em 2017, Waguinho e família se mudam para a Assembleia de Deus Vitória em Cristo, de Silas Malafaia.

## Controvérsias
Em janeiro de 1999, o cantor desapareceu por dias sem deixar notícias, foi encontrado em um motel, onde afirmou ter consumido cocaína durante os dias em que esteve hospedado.
Em agosto de 1999, a modelo Solange Gomes anunciou que estava grávida do cantor; a modelo e o cantor se conheceram ao participar do quadro Banheira do Gugu do Domingo Legal. Em 2001, o compositor Rubens Mathias, processou Waguinho e Dudu Nobre por plágio, segundo o compositor a canção "Nega no Lixo" seria um plágio de "Essa Nega Vai Ter que Sofrer", composta por Rubens e o irmão Valdir Mathias, o cantor e compositor Dudu Nobre afirmou que Waguinho lhe mostrou a composição dizendo ter recebido de uma mãe de santo.
Em maio de 2004, o cantor foi preso por não pagar pensão alimentícia à filha Stephanie, fruto de um relacionamento com a modelo Solange Gomes. Em maio de 2013, o cantor e pastor teve novamente a prisão decretada por não pagar pensão alimentícia à filha Stephanie, decretada pela 11ª Vara de Família do Rio de Janeiro. No mês seguinte, ambas as partes firmaram um acordo judicial para o pagamento.

## Com Os Morenos
- 1995 Marrom Bombom - Disco de Ouro
- 1996 Teu Charme - Disco de Ouro
- 1997 Nosso Segredo - Disco de Ouro
- 1998 Tá a fim de Sambar - Disco de Platina
- 1999 Pode Chegar - Disco de Ouro

## Solo
- 2000 - É Melhor Cê Voltar Pra Mim - Disco de Ouro
- 2001 - Receita de felicidade - Disco De Ouro
- 2002 - Cada Vez Mais Feliz
- 2003 - Um Coração - Disco de Ouro
- 2005 - O Chamado - Disco de Platina
- 2008 - Vida Renovada - Disco de Ouro
- 2010 - Bem mais Feliz
- 2011 - Samba Adorador - Disco de Platina
- 2013 - Momentos Com o Senhor - Disco de Ouro
- 2015 - Samba Abençoado - Disco de Ouro